# 알바레즈 켈리
알바레즈 켈리(Alvarez Kelly)는 미국에서 제작된 에드워드 드미트릭 감독의 1966년 서부 영화이다. 윌리엄 홀든 등이 주연으로 출연하였고 솔 C. 시겔 등이 제작에 참여하였다.

## 출연

### 주연
- 윌리엄 홀든
- 리차드 위드마크

### 조연
- 제니스 룰
- 패트릭 오닐
- 빅토리아 쇼우
- 로저 C. 카멜
- 리처드 러스트
- 아서 프란즈

## 제작진
- 미술: 월터 M. 시몬즈